# Fullerének
A fullerének az elemi szén XX. század végén felfedezett és előállított mesterséges módosulatai. A fullerének meghatározott, páros számú (60, 72, 84 stb.) szénatomból álló „szénmolekulák”. A leggyakoribb fullerénmolekula hatvan szénatomot tartalmaz (buckminsterfullerén, C60).
A fulleréneket 1985-ben fedezte fel Harold Kroto (University of Sussex), Robert Curl és Richard Smalley (Rice University), amiért 1996-ban kémiai Nobel-díjat kaptak. Létezésüket Eiji Osawa, a Toyohashi Műszaki Egyetem kutatója már 1970-ben megjósolta. A fullerének a család a leghíresebb tagjáról, a buckminsterfullerénről (C60) kapta a nevét, amelyet Buckminster Fullerről a geodéziai kupola feltalálójáról neveztek el.
A fullerénekben minden szénatom három másik szénatomhoz kapcsolódik. Egyhez kettős, kettőhöz egyes kötéssel, így csak páros számú atomokból felépülő kalitkák képződhetnek, és az ötszögek száma mindig 12.
A fullerének molekuláit kizárólag öt- és hattagú gyűrűk építik fel. Különösen stabilisak azok a szerkezetek, melyekben minden ötszöget hatszögek vesznek körül. Például a C60 molekula pontosan olyan alakú, mint a futball-labda (leszámítva, hogy a varratok egyenesek).
A C60 vékony filmje mustárszínű, aromás szénhidrogénekben oldva bíborvörös. A C70 vékony film formájában vörösesbarna, oldata borvörös.

## Fullerének felfedezése: A nevezetes tíz nap

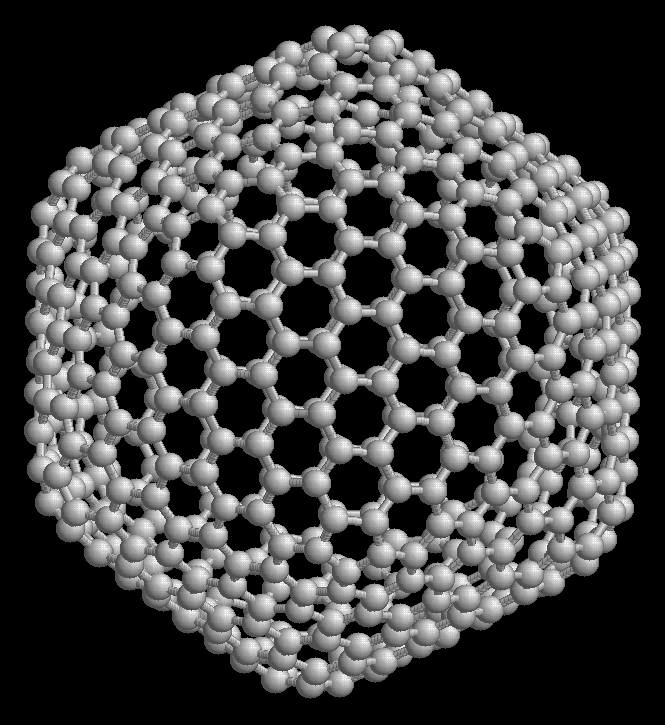
540 szénatomos gömbszerű molekula

A New Scientist folyóirat egyik 1966-os számában Davis E. Jones vetette fel először, hogy görbült grafitlemezekből elvileg üreges molekulák jöhetnek létre. Elméleti úton többen kiszámították, hogy egy 60 szénatomos gömbszerű molekula stabil lehet. 1985-ben jöttek rá először, hogy ez a molekula széngőzök kondenzálódása közben természetes úton is létrejön.
Harold Kroto brit kémikus az 1970-es évek elején a csillagközi térben felfedezett C5HN-molekulák és hasonló szénklaszterek szerkezetvizsgálatával és előállításával foglalkozott. Egy spektroszkópiai konferencián találkozott régi barátjával Robert F. Curllal, aki felhívta figyelmét Richard E. Smalley lézer párologtató berendezésére a Rice egyetemen. Kroto arra gondolt, hogy a berendezéssel modellezhetnék földi körülmények között a csillagközi terekben kimutatott szénvegyületek kialakulását. Megvizsgálhatnák, hogy van-e lehetőség szénfürtök, esetleg hosszú szénláncú molekulák létrehozására.
1985 szeptemberében 10 nap alatt került sor a kísérletekre, ahol is az események felgyorsultak.
1985. szeptember 1-jén (vasárnap) kezdtek a kísérletekhez, Kroto segítsége két egyetemi hallgató, J. Heath és S. O’Brian volt.
1985. szeptember 4-6. (szerda, csütörtök, péntek): a szén-lézerplazmában mért TOF-MS spektrumon C60 csúcsot észlelnek. Az eredményt megtárgyalták Curllel és Smalleyval. Döntés: Heath a hétvégén ellenőrizze és optimálja a kísérletet.
1985. szeptember 7-8. (szombat, vasárnap): Heath különböző He-nyomáson és fúvókákkal megismételte a méréseket: a C60-csúcs drámai növekedést mutatott és megjelent egy kifejezett C70-csúcs is.
1985. szeptember 9. (hétfő): öten megtárgyalták a váratlan eredményt. Felmerült a szférikus molekula gondolata. Kroto megemlíettei Buckminster Fuller világkiállítási kupolacsarnokát. Ugyancsak Krotónak jut eszébe, hogy valaha gyerekeinek épített egy papíridomot ötszögekből és hatszögekből.
Este Heath és felesége (Carmen) rágógumi gömböcskékből és fogpiszkálókból megpróbálták modellezni a C60-molekulát, eredménytelenül. Éjfél után Smalley otthon, számítógépen próbálta modellezni a C60-at, szintén eredménytelenül. Utána papír hatszögekből és ötszögekből ragasztószalaggal összeállított egy csonkított ikozaédert (20 hatszög és 12 ötszög = 60 csúcs).
1985. szeptember 10. (kedd): Smalley összehívta négy kollégáját és bemutatta a papírmodellt. Curl javasolta, hogy rajzolják fel a kettős kötéseket is: stimmel. Megegyeztek a buckminsterfullerén elnevezésben. Megírtak egy rövid közleményt: „C60: Buckminsterfullerene” címmel. Publikálásra beküldték a Nature-höz. A nevet R. Buckminster Fuller tiszteletére adták, mert ő molekula szerkezeti felépítést a geodetikus kupola tervezésekor papíron már kidolgozta. A felfedezők az általuk leírt molekulaszerkezetre röviden buckyball néven hivatkoztak.

Dietil-malonáttal funkcionalizált buckminsterfullerén

1985. szeptember 13. (péntek): a kéziratot megkapták a Nature-nél.
1985. november 14.: a „C60: Buckminsterfullerene” című cikk megjelent a Nature-ben (318, 162-163, 1985).
A három kutató a fullerének felfedezéséért 1996-ban Nobel-díjat kapott. A vizsgálatok során néhányszor tízezer molekulára terjedő mennyiségű anyaguk volt, és ez nem volt elegendő az új anyag fizikai tulajdonságainak teljes leírásához.

## A fullerének szerkezete, tulajdonságai és felhasználási lehetőségei
Öt évig kutatták, hogyan lehet nagyobb mennyiségű fullerént előállítani. A fullerének első gyakorlati vizsgálatára, tulajdonságainak mérésére 1990. májusáig kellett várni, amikor a heidelbergi Max Planck Magfizikai Kutatóintézet tudósa, Wolfgang Krätschmer és tanítványa, Konsztantinosz Fosztiropoulosz először állította elő nagyobb mennyiségben. A tucsoni Arizona Egyetemmel (közelebbről Donald Huffmannal és Lowell Lambettel) együttműködve állapították meg az új anyag ultraibolya-spektrumát, röntgendiffrakciós szerkezetét, tömegspektrometriás tulajdonságait. Huffman és Krätschmer korábban a csillagközi port tanulmányozt, és már az 1985-ös Nature-cikk nyomán úgy gondolták, hogy az 1983 óta számukra problémát okozó elnyelődési sávokat a fullerének okozzák. 1990-ben a hipotézist igazolták: a fullerén elnyelési sávjai megegyeztek a korábban csillagközi porban tapasztalt, addig ismeretlen eredetű elnyelési sávokkal.
Az 1990-es években Krätschmer és Huffman új technológiájával már sok kisebb laboratórium is megpróbálkozhatott a fullerének előállításával és tulajdonságaik vizsgálatával. Az első eredményeket a mágneses magrezonancia-spektroszkópia (NMR) alkalmazásával érték el, mivel ezzel mutatták ki először egyértelműen, hogy a 60 atomos molekula minden tagja teljesen egyenértékű, ez pedig csak az ikozaéderes szerkezetben lehetséges. A molekulának nincsenek élei és (alapesetben) felszíni kötődései, ezért a molekularácsban szabadon forog, másodpercenként százmilliós nagyságrendű perdülettel. A C70 ezzel szemben rögbilabda alakú, és a hossztengelye körül forog.
Pásztázó elektronmikroszkópos felvételeken a 60 atomos molekula már elkülönülő struktúrát alkot, mivel mérete meghaladja az 1 nanométert. A molekulák lapközepes köbös rendszerben kristályosodnak, a kristályrácsban az egyes molekulák távolsága kb. 1 nanométer. A C60 kristályai a grafithoz hasonlóan puhák, 70%-kal tömörítve viszont már a gyémántnál is keményebbek.
A buckminsterfullerén, a hatvan szénatomból álló, az európai futball-labdára hasonlító molekula a szén harmadik kristályos módosulata a gyémánt és a grafit mellett. Molekuláját, a buckyballt (C60-at) 12 ötszög és 20 hatszög alkotja.
Az újabb kutatások fényében azonban nem csak három allotrop módosulata létezik a szénnek, hiszen a nagyobb molekulatömegű fullerének mindegyike külön módosulatnak tekinthető. Nagyobb szénatomszámú fullerénekben az öt- és hatszögek többféleképpen rendeződhetnek, így sokféle izomerjük lehetséges. A leggyakoribb fullerének a C60, C70, C76, C78 és C84. Izomerjeik közül azok a legstabilabbak, ahol az ötszögek csak hatszögekkel érintkeznek. A fullerének mérete korlátlanul növelhető, akár makroszkopikus egykristályok is kialakíthatók. A hiperfullerén térbeli, koncentrikus gömbökben egyre nagyobb méretű molekulákból áll, modelljeik kinézete alapján sokszor orosz tojásnak nevezik. Ebben a C60-ast C240, majd azt C540, C960 (korlátlanul folytatható) övezi.
A C60 aromás oldószerekben jobban oldódik, mint alifás szénhidrogénekben. A hőmérséklet növekedésével a C60 oldhatósága a legtöbb oldószerben csökken, ezzel szemben a ciklohexánban való oldhatósága növekszik.
A C60 mennyiségi meghatározásának a legegyszerűbb módja az oldat UV-VIS spektrofotometriás vizsgálata. Analitikai elválasztásuk HPLC módszerrel jó hatékonysággal elvégezhető, köszönhetően az újonnan, speciálisan erre a vegyületcsoportra kifejlesztett álló fázisoknak (pl. Cosmosil PBB töltetcsalád). A módszer hátránya, hogy a töltetek drágák, oldószerigényük nagy, és még a kvantitatív oszlopok is csak néhány gramm fullerénkeveréket képesek egyidejűleg elválasztani.
Elválasztásra alkalmas módszer még a vákuumszublimáció. A fullerének nagy molekulatömegük miatt nem illékonyak atmoszferikus körülmények között. A legalacsonyabb hőmérsékleten, 970 K-en a C60 szublimál el, majd ezt követően, a hőmérséklet növekedésével arányosan, a magasabb szénatomszámú fullerének. Ezzel az eljárással a C60-as 99,97%-os tisztaságban nyerhető ki.
A gömbszerű szerkezetnek köszönhetően a fullerénmolekulák könnyen elmozdulhatnak egymáson, ez jó kenési tulajdonságokat eredményez. Kutatók kísérleteztek azzal is, hogy a fullerénmolekula kettős kötéseit különféle atomokkal, például fluoratomokkal telítsék jó kenési tulajdonsággal rendelkező golyóscsapágy előállítása céljából. Sajnos az új molekula vízre érzékeny, ezért csapágyként nem alkalmazható.
Közepes nyomáson (160 bar) már szobahőmérsékleten gyémánttá alakíthatók, szemben a grafittal, amelynek átalakításához a nagy nyomás mellett magas hőmérséklet is szükséges. Ezt a tulajdonságot gyémántbevonatok kialakítására lehet hasznosítani.
Figyelemre méltóak a fullerének optikai tulajdonságai is. Az oldataik nemlineáris optikai tulajdonságokat mutatnak. Némely esetben megváltoztatják a frekvenciát, vagy erős fény hatására kevesebb fényt eresztenek át. Így optikai áramkörökben lehetne őket alkalmazni. Megfelelő fénnyel besugározva vezetik az elektromosságot is.
A molekulák mérete és alakja valószínűsíti, hogy biológiailag aktív molekulák lehetnek. Ebbe az irányba már történtek kísérletek. Megállapították, hogy vizes kolloid oldatként a C60 igen kis koncentrációban baktériumölő hatású. Biológiai aktivitásuk lehetőségét mutatja az a tény, hogy hidrogénnel reakcióba lép, és C60 + 30 H2 egy C60H60 képletű anyagot eredményez, ezt teljesen hidrogénezett fullerénnek nevezik.
A fulleréneknek többféle származéka létezik: 
- intersticiális vegyületek,
- molekulavegyületek (adduktumok),
- funkcionalizált fullerének és
- endohedrális vegyületek.

A megfelelő alkálifém gőzzel kezelve a C60-at a molekularácsba alkálifém atomok épülhetnek be. Ezek az intersticiális vegyületek szupravezetést mutatnak. A káliumsó 18 K, a rubídiumsó 30 K alatt ellenállás nélkül vezeti az elektromos áramot. A fémionok beépülnek a kristályrácsba a fullerénmolekulák közé. Az egymással érintkező fullerénmolekulák vezető közegként viselkednek az ionok képződésekor felszabaduló elektronok számára. Ezek az anyagok voltak az első háromdimenziós szerves vezetők.
Magyar kutatók mechanokémiai módszerrel, golyósmalomban tiszta C60-at és kristályos gamma-ciklodextrint együtt őrölve C60 - gamma-ciklodextrin adduktumot állítottak elő, amely vízben oldható. Ezáltal lehetőség nyílt a fullerének biológiai rendszerekben való tanulmányozására. 
Különböző szerves és szervetlen kis- és nagymolekulák is addicionálhatók a felületi kettős kötésekre, funkcionalizált fulleréneket kialakítva. Ezzel a fullerénkémia határai jelentős mértékben kiszélesednek.
A fullerének fontos jellemzője, hogy a molekula zárt szerkezetű, belsejében üreges kalitka helyezkedik el. Ez az üreges kalitka olyan nagy, hogy bármely elem atomját (atomjait) képes magába zárni. Ezáltal endohedrális molekulák állíthatók elő belőle. Ezek alkalmazhatóak lennének a gyógyászatban, illetve MRI-kontrasztanyagokként.
A fullerének alkalmazhatóságához sok területen fűznek reményeket. Fiatal tudományágként a kísérleti lehetőségek száma beláthatatlan, így fokozatosan bővülnek azok a területek, ahol potenciális alkalmazásuk lehetősége felmerül. Számos találmányi bejelentés született az évek folyamán, ám tényleges, ipari méretű felhasználása még nem ismert. Bár a C60 ára az utóbbi években jelentősen csökkent, még mindig a korlátozott termelés és emiatt a magas ár áll útjába az alkalmazásoknak.
A fulleréneket alkalmazhatják kenőanyagként. Az emberi testben az ízületekben pótolja az ízületi nedvek folyadékveszteségét. Nem humán alkalmazási lehetőség, hogy a határfelületeken kenőanyagként alkalmazzák, mert a motorolajhoz hasonlóan elősegíti a kenést.
Az analitikai kémiában alkalmazhatják a kromatográfiában állófázisként toxikus poliaromás szénhidrogének elválasztására. Ebben az esetben az állófázis fullerén alapú polisztirol divinil-benzol gyöngyöket tartalmaz.
Gyógyszerészeti és biológiai alkalmazását a fullerén alapú kompozitok eltérő biológiai aktivitása teszi lehetővé, ami a hatását in vitro, vagy in vivo módon fejti ki.
Lehetőség van napelemben való alkalmazására, illetve korszerű hővédő és égésgátló bevonatok készítésére, mert a mikronos vastagságú fullerén filmnek nagy a szublimációs hője és lassú a párolgása, a kristályban a fullerénmolekulák igen pontosan rétegződnek és mégis szabadon forognak.
A szupravezetésben is jelentőssé válhat, mivel a K3C60 már 18 K, a RbC60 30 K hőmérsékleten szupravezetővé válik.

## A fullerének előállítása
A fullerének előállítása a szén alapú prekurzorok (elemi szén, szénhidrogének) elpárologtatásán és megfelelő körülmények közötti kondenzációján alapul. Az elemi szén a párolgáshoz szükséges hőmérsékletet (kb. 4000 °C) plazmaállapotú gáztérben érheti el.
- Előállítás DC ívplazmás reaktorban: Az íváram növelésével a korom fulleréntartalma maximumos görbe szerint változik. Az adott berendezésben ezért a termelés nem növelhető korlátlanul. A módszer épp ezért tömegtermelésre nem alkalmas és nagy az energiaigénye is. Ennek ellenére jelenleg az „ipari” fullerén termelés ezzel a módszerrel történik. Az ívet grafitelektródok között húzzák, héliumatmoszférában. Az előállítás költsége ezzel a módszerrel[3] 5 cent/gramm.
- Laboratóriumi módszerek: A félüzemi-üzemi méretű fullerén-előállítási módszerek mellett laboratóriumi szintű kísérletek folynak további, olcsóbb, jobb hatékonyságú és termelékenységű módszerek fejlesztésére. Például:
  - 3 fázisú ívplazma égős berendezés: A plazma égő három grafitelektródból áll. A kiindulási anyagoktól és a plazma gázösszetételétől függően kormot, fullerén tartalmú kormot és nanocsöveket állítottak elő.
  - Induktív kicsatolású, nagyfrekvenciás plazmaberendezés: induktív kicsatolású plazmaégőbe finom eloszlású kormot adagoltak. A szén elpárolgása és újbóli lecsapódása során megfelelő körülmények között fullerének is képződtek.

A fullerének szintézisekor minden egyéb elem jelenléte elkerülendő, mivel az épülő kalitka szabad kötéseire köthetnek, és ezzel gátolhatják a záródást. Emiatt a hagyományos, ívplazmás eljárásban kiinduló anyagként drága, nagy tisztaságú grafitelektródokat használnak.